# Новотушинский проезд
Новоту́шинский проезд — проезд в Северо-Западном административном округе города Москвы на территории района Митино. Пролегает от Царикова переулка до Пятницкого шоссе.

## Улицы, прилегающие к Новотушинскому проезду
Влево отходят:
- Новотушинская улица.

Вправо отходят:
- Пятницкое шоссе;
- Цариков переулок.

## История
Проезд построили в 2000-х годах, пересекает Пятницкое шоссе, дорога в две полосы в каждую сторону.

## Здания и сооружения
Нумерация домовладений по Новотушинскому проезду фактически отсутствует, все 10 зданий (только по чётной стороне) числятся по Митинской улице:
- 6к1
- 6с1
- 8
- 8к1
- 8к1с1
- № 8, корпус 2 — Гимназия № 1185
- 8с1
- 10
- 10к1
- 10к2

## Транспорт

### Наземный транспорт
- Остановка «Станция метро „Волоколамская“ (в сторону Строгино, Тушино и Красногорска)»:

Автобус: № 368, с396, с11, 26 (МО), 26к (МО), 1095 (МО).
Маршрутное такси: № 1212к.
- Остановка «Станция метро „Волоколамская“ (в сторону метро «Митино», Путилково, Царикова переулка)»:

Автобус: № 368, с396, 741, 741к, с11, 26 (МО), 26к (МО), 1095 (МО).
Маршрутное такси: № 1212к.

### Подземный транспорт (Станции метро)
- «Волоколамская».

### Железнодорожный транспорт
- Платформа «Волоколамская».